# レンジファインダーカメラ

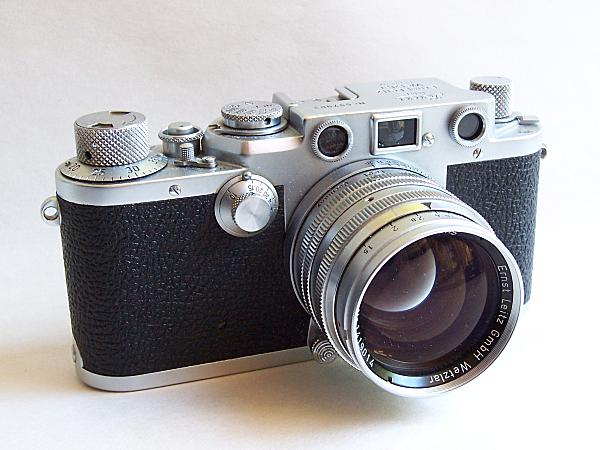
ライカIIIf

レンジファインダーカメラとは、光学視差式距離計が組み込まれており、距離測定に連動して撮影用レンズの焦点を合わせられるカメラのことである。

## 構造

レンジファインダー カメラのメカニズム。一部のレンジファインダー カメラにはビーム スプリッターがないため、2 つの光学穴が必要です (レンジファインダー - ビューファインダー)

レンズの繰り出し量などを測定することで合焦装置と光学距離計を連動させ、スプリットイメージや二重像の重ね合わせによりピント合わせを行う。一眼レフカメラよりコンパクトでありながらきちんとピント合わせができるため、未だに愛用者が多い。一部オートフォーカスカメラでもこの機構を自動化したものがある。

## 特徴
利点としては本体を一眼レフカメラよりコンパクトにできること、一眼レフカメラのようなミラーボックスを持たないのでフィルム面直前にまで後玉が突き出したような設計のレンズも製造可能でレンズ設計の自由度が高いことが挙げられる。またミラーが存在しないのでシャッター時のショックや音が小さい傾向にあるため、カメラぶれを軽減することができる。
欠点としては撮影レンズとファインダーの光学系が分かれているため、撮影範囲を確認するにはレンズの焦点距離に見合ったビューファインダーを用意する必要があること、パララックスを完全には補正できないこと、撮影用レンズとファインダーのどちらかの調整が狂っても気付きにくく素早く対応できないこと、またピント合わせ方式の都合上最短撮影距離がある程度長くなることの他、レンズキャップを付けたままシャッターを切るミスに気づきにくい。接写用アタッチメントを用意することで近接撮影を可能にしたレンズも存在するが、超近接撮影に関してはレンジファインダーカメラでは対応できない。
後には複数の枠（フレーム）がファインダーに内蔵されるようになったが、枠が内蔵されていない焦点距離については外付けファインダーが必要になり、またその場合は距離計とファインダーが別になってしまうので迅速な撮影が不可能になる。
また距離計の基線長がカメラの大きさによって制限されるため、望遠レンズ装着時のピント精度に限界が生じる。一部メーカーではレンズとカメラの間に後付け装着して一眼レフカメラ化するアタッチメント（レフボックス）を用意しており、これを使用することにより望遠レンズでの確実なピント合わせが可能になるが、この場合利点であったコンパクトさは全く失われ、元々一眼レフカメラである製品と比較して自動化も限界がある。
一方標準～広角レンズにおいては、一眼レフカメラの測距精度が焦点距離の長さに左右されるのに対し、どのようなレンズをつけてもピント精度とは無関係のレンジファインダーカメラの方が光学的にはピント精度が高くなるために有利であるものの、レンジファインダーカメラは距離計との機械的連結が必要となり、その機械的精度を考慮すると一眼レフカメラに対する絶対的優位性は打ち消されるとの考え方もある。
またレンズのフォーカシングと連動しない単体距離計を内蔵しただけのカメラは、通常レンジファインダーカメラに含まれない。

## ファインダーと距離計の方式
主に小型（35mm）カメラにおける方式の様々について述べる。他にもスプリングカメラ等で本体とレンズボード間の機械的連結を必要としないドレーカイル式など様々な方式がある。

### 連動と非連動
この記事では連動式を前提としているが、古いカメラなど距離計を内蔵しているだけで、フォーカシングが非連動のものもある。レンズ交換式で連動の場合、レンズによりフォーカシングと繰出し量の対応が変わるので、何らかの工夫が必要である。

### 二眼式と一眼式
一眼レフカメラ及び二眼レフカメラとは無関係である。測距機構のファインダー（レンジファインダー）とフレーミング用の(ビュー)ファインダーが、別になっていて外見上ファインダー接眼部が2個ある（並んでいるものがほとんど）ものを二眼式、兼用になっていてフレーミング用のファインダーの中に測距機構のための像が一緒に見える「距離計内蔵式ビューファインダー」になっているものを一眼式と言う。

#### 二眼式

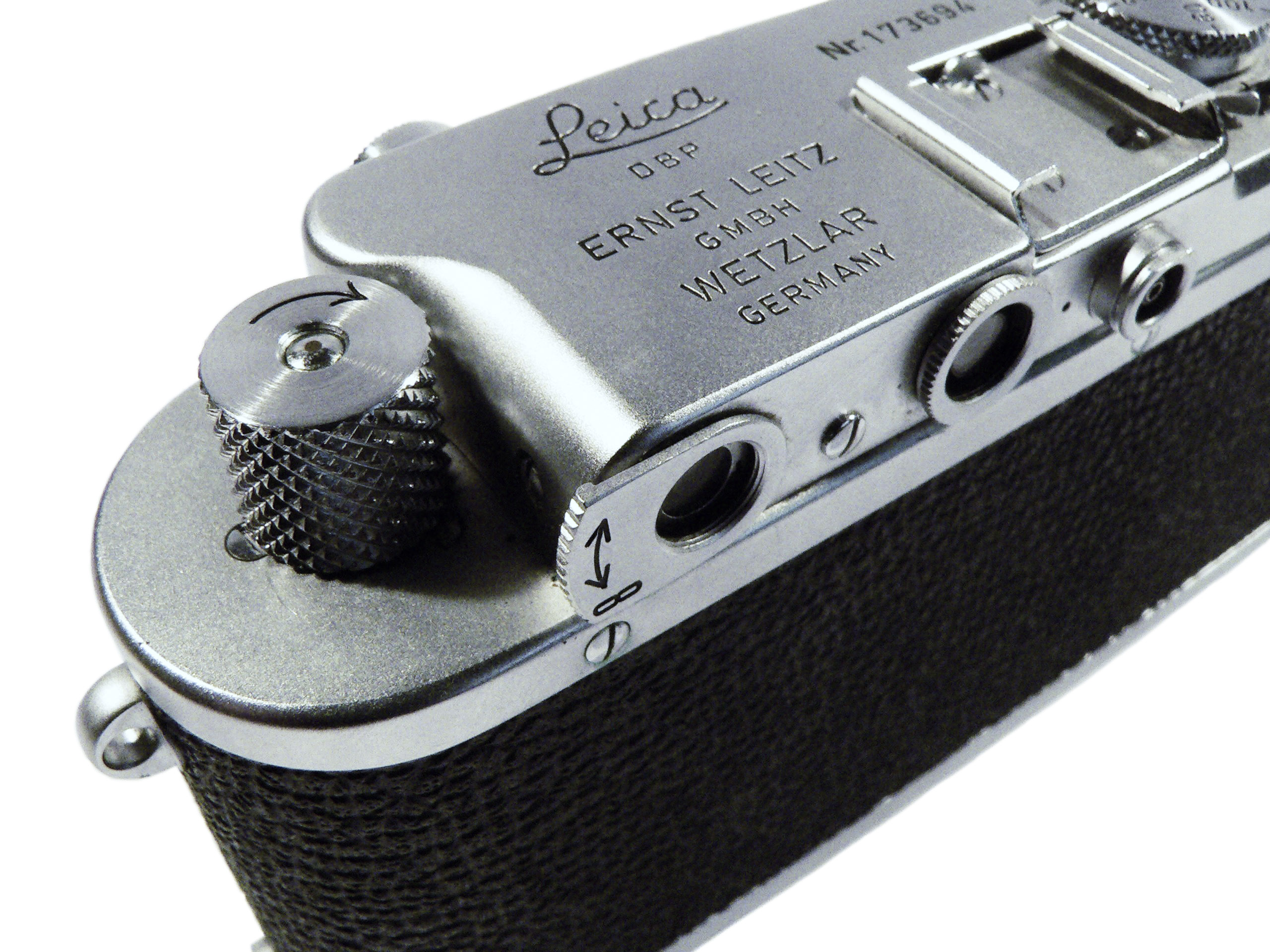
ライカIII - ファインダーの接眼側。左のカメラ端にあるのが測距用、カメラ中央部にあるのがフレーミング用。その右の小さい丸はフラッシュ接点。後のモデルでは2つの接眼部がより接近するよう改良されている。

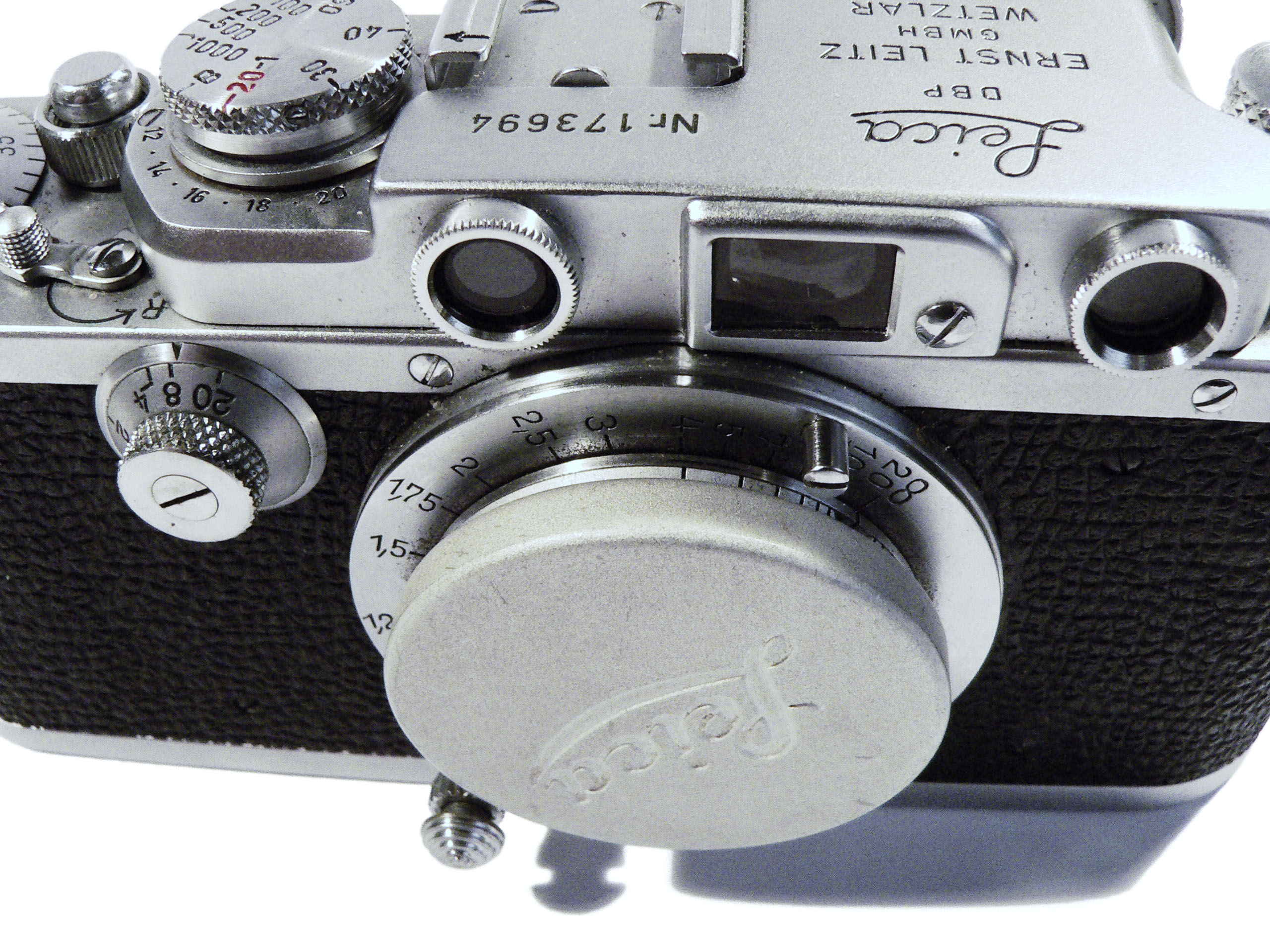
ライカIII - ファインダーの被写体側。左右の丸い窓2つが測距用で、中央の四角い窓がフレーミング用。ライカIIIg以外はブライトフレームではないので、ブライトフレームの明り用の窓は無い。

フレーミング用のファインダーと測距用のレンジファインダーに対し、それぞれ専用の接眼窓がある。古いタイプのレンジファインダーカメラはもっぱらこちらで、代表的なライカの場合、ライカI～ライカIIIのいわゆるバルナック型ライカはこちらである（M型で一眼式になった）。
フレーミング用のビューファインダーと測距用のレンジファインダーの倍率をそれぞれ異なったものにできるため、レンジファインダー側の倍率を上げて高い測距精度を実現できるといった利点もあるが、フォーカシングとフレーミングでファインダーを覗き分けねばならないという不便のため1960年代以降は一眼式となった。

#### 一眼式

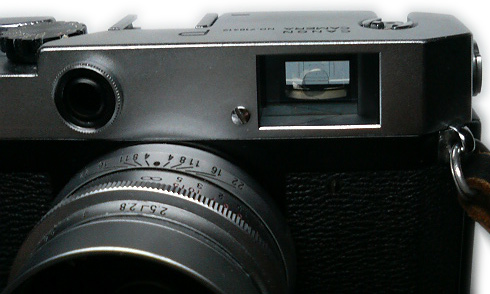
キヤノンPの被写体側 - フレーミングと測距兼用の四角いファインダー窓1つと、丸い測距用窓1つを持つ。他の機種では、採光式ブライトフレームのための明かり窓やEE用の窓などがあるものもある。

フレーミング用のビューファインダーの中に測距用のレンジファインダーが組み込まれており、測距とフレーミングが同時にでき、すばやく撮影できる。コンタックスII型を嚆矢とし、以来高級機・普及機を問わず今日まで広く普及した。ライカは1954年発表のライカM3以降のM型でこちらになった。
通常ファインダーの倍率は最大1倍であるため、視野の倍率を上げて測距精度を上げる（有効基線長を実基線長より伸ばす。レンジファインダー#基線長を参照のこと）ことができないという欠点がある。
フレーミング用のファインダーの中央部に、距離計二重像が見えるのが一般的だが、アグファ・カラート36のようにファインダー全体が距離計になっているものや、コダック・メダリストのようにファインダー下方に二重像があるものも存在する。

### 虚像式と実像式
一眼式レンジファインダーにおいては、ファインダー内の二重像部分の方式について、虚像式と実像式に分けられる。ビームスプリッターと同様な光学系（スプリッターとは逆向きに、スプリット（分離）するのではなく合成する方向で使う）を利用する点は共通である。

#### 虚像式

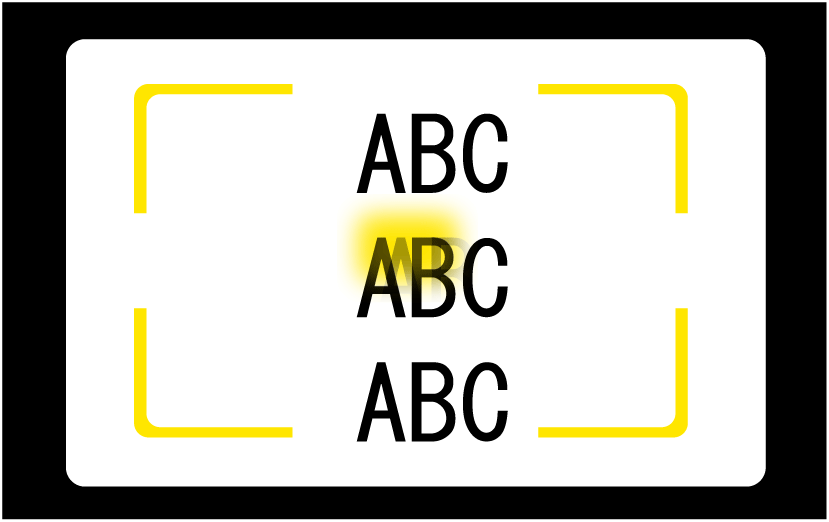
虚像式レンジファインダーの視界の模式図 - 二重像の境界がぼやけている

二重像の部分のために、通常の（虚像式）ファインダーと同様の虚像式の光学系（の被写体側）を、単純にもう一系統用意したものである。単純なため、部品数が少なくコストが抑えられ、調整も簡単で済む。光学的な原理上、二重像の縁を綺麗に切り出すことができないため、その境界がはっきりしない。しかし通常の使用には問題がなく、多くのカメラがこの方式を採用している。

#### 実像式

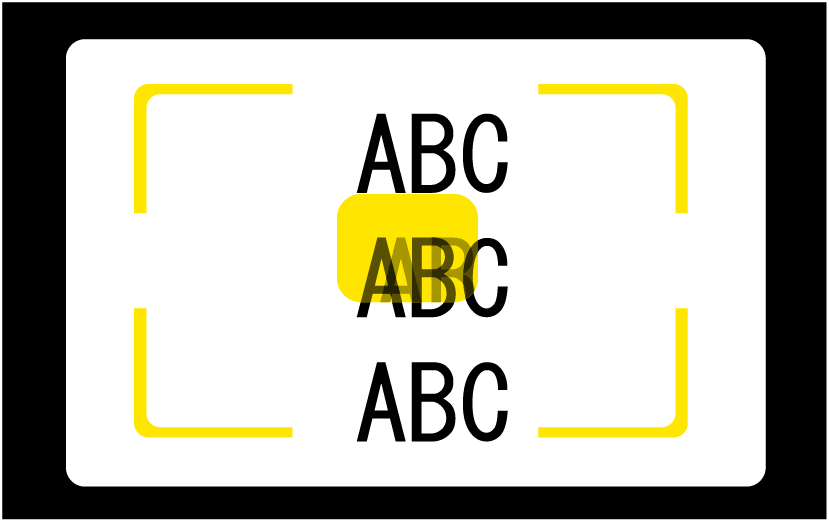
実像式レンジファインダーの視界の模式図 - 二重像の境界がはっきりと見える

いったん空中に実像を結ばせ、それを観察するという方式のファインダーである「実像式ファインダー」と同様の方式で、二重像の部分の像を作る方式である。虚像式と比較して複雑となりコストがかかるが、実像面でマスクを掛けることで、境界がはっきりした像が得られることを利用して上下像合致式距離計（写真用ではない、専用測定器の距離計には多い方式である）のごとく使うことも可能で、より正確に測距可能であるとされるが、虚像式に慣れた人は苦手と感じることもある。通常、周辺部分の像は虚像式である。
周辺部も中央部も実像式として二重像式ではなく合致像式としたカメラも稀ではあるが、「ヴェラ」のように存在してはいる。

### レンズ交換と連動
同じ距離にフォーカスを合わせる場合でもレンズの焦点距離が異なるとレンズの繰り出し量が変わるため、連動式でレンズ交換式のレンジファインダーカメラでは、レンズ交換機構と同時に、レンズの繰出し量をそのレンズの焦点距離に応じて距離計の動きに読み替える機構が必要である。
ライカの場合、マウント内側に移動する鏡筒の一部が露出しており、その後端面がカムになっている。本体側からは距離計機構からレバーが伸びていてそのレバーの先端にあるコロで鏡筒後端のカム面をなぞる。
コンタックスの場合、標準レンズは本体側のヘリコイドを使う。他種の交換レンズはレンズ側にヘリコイドを持ち、本体側とは距離環の角度により情報を伝え距離計機構が連動する。

## 代表的な機種

### 135フィルムを使用するカメラ
戦前～1950年代前半まで、ライカ判を使用するレンジファインダーカメラを代表する機種といえばライカ（スクリューマウントライカ、現在はM型に対してバルナック型ライカといった通称でも呼ばれている）であった。小型軽量で機動性に富み、故障が少なかった。
当時のライカは、ドイツ国内に「コンタックス」というライバルが存在した。特に後のM型ライカ（1954年、M3を発表）の特長点のうち、コンタックスが先行していたものを挙げると、バヨネットマウントは1932年発売のコンタックスI型、距離計一体型ファインダーと一軸不回転式シャッターダイヤルは1936年発売のコンタックスII型ですでに実現している。しかしそのために、当時は高額商品であった小型精密カメラの中でも、ライカよりさらに高額なカメラであった。そもそも小型カメラばかりでなく、メーカーのツァイス・イコンは1930年代当時ドイツ最大の光学機器メーカーのカール・ツァイスのカメラ部門であり、ライカを製造していたエルンスト・ライツ（現ライカ）とは、開発競争や販売合戦を繰り広げていた仲であった。極論すればドイツの戦前のライカ判高級カメラはライカとコンタックスの2機種であり、日本のメーカーも大きな影響を受けた。
スクリューマウントライカは多数のコピー機が作られ、コピーライカと呼ばれた。コピーに当たって一番問題になったのは「距離計の2つの窓の間にファインダーを入れる」というライカが持っていた特許だったが、精機光学（現キヤノン）は飛び出し式ファインダー、昭和光学精機（レオタックス）は基線長が短くなるのを覚悟で距離計の外側にファインダーを持って来てライツの特許を回避した。また第二次世界大戦中ドイツからの輸入が止まり軍用カメラの必要性から各国で軍部が「特許を無視して製造せよ」と命じてアメリカのカードン、日本のニッポンカメラが作られた。戦後はドイツの特許が無効化されキヤノン、ニッカカメラ（後のヤシカ）、レオタックスカメラ、イギリスのリード&シギリスト（リード）などがこぞってライカを模倣し、互換機ないしはデッドコピーを作り続けて技術を磨き、さらには改良した機種を作り始めた。なお、こういったコピー機のブランド刻印等を削り取ってライカの刻印を偽装した偽物はフェイクライカと呼ばれている。
第二次世界大戦の終結は新たな形の戦争である東西冷戦の幕開けでもあった。東西に分割されたドイツは離散家族など多くの悲劇を見ることとなったが、その拠点が両ドイツに分散してしまったツァイス・イコン他の企業の運命もそのひとつに数えられ、カメラは軍事面との繋がりもあることなどから東ドイツのカメラについての情報は従来不十分であったが、リヒャルト・フンメルらの『東ドイツカメラの全貌』にドレスデンと一眼レフカメラを中心として詳細が述べられている。

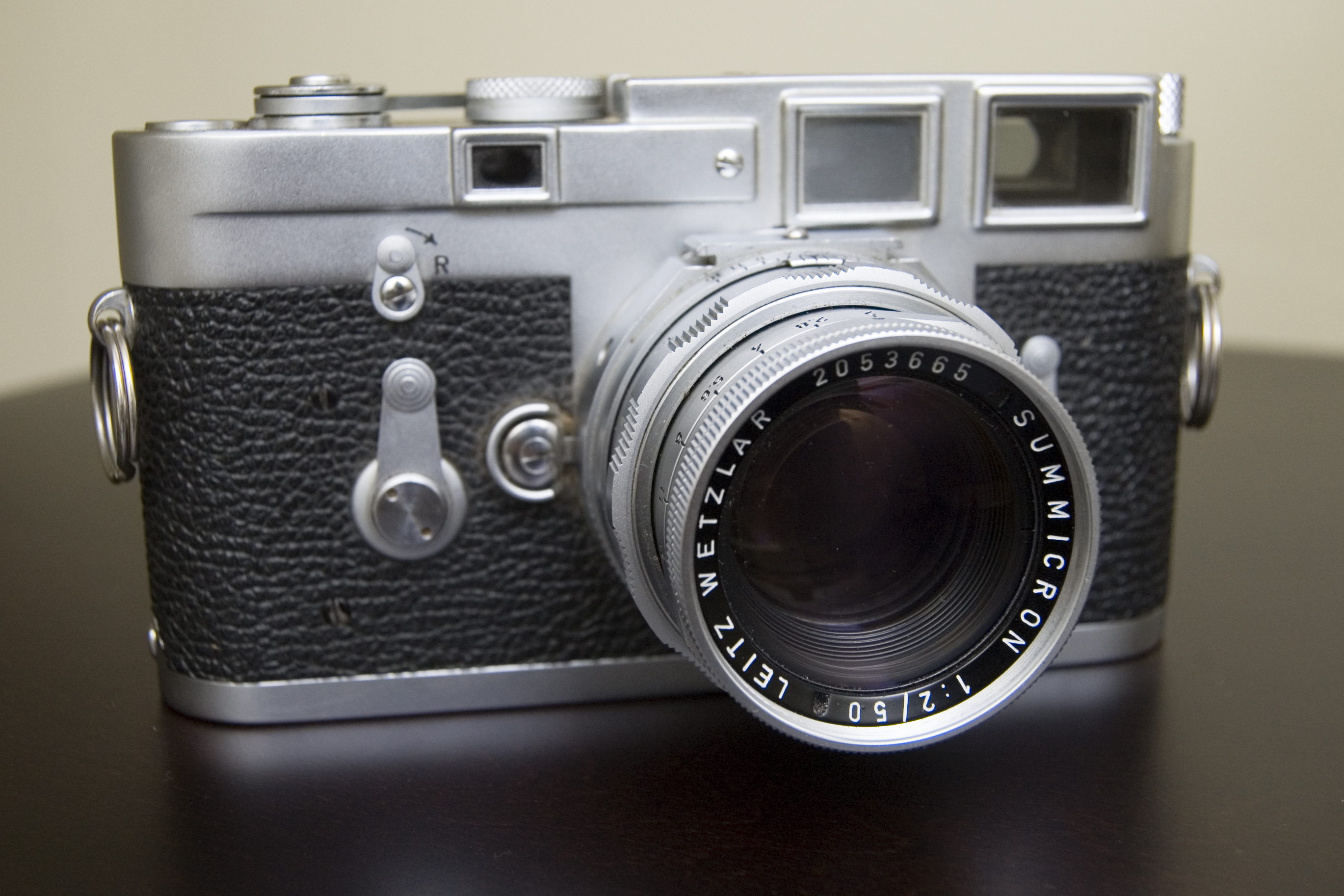
ライカM3

一方で西ドイツの復興と軌を一にして復活したライツだが、日本メーカー等各社が独自の改良を続けて利便性を高める中、ライカは「伝統と信頼性は高いものの時代遅れなカメラ」になりかけていた。1954年のフォトキナで、ライツは設計のほとんどを刷新し、バヨネットマウント、装着レンズに応じて枠を自動で切り替える実像式距離計一体型ブライトフレームファインダー、一軸不回転等間隔シャッターダイヤル、等といったスペックのライカM3を発表した。
旧型ライカを至上として「追いつけ追い越せ」であった日本のカメラメーカー各社にとって、この新型ライカは衝撃であり、日本光学はその後の「ニコンSP」以降レンジファインダー機の大幅な改良は止め、一眼レフの「ニコンF」へと進んだ。ミノルタのM型ライカ対抗機「ミノルタスカイ」は生産されず「幻のカメラ」となり、同社もやはり一眼レフに進んだ。キヤノンは1959年の一眼レフ「フレックス」の後もしばらくレンジファインダー機の改良型を出し続けたが、1965年の「7S」が最後となった。
そのようにして高価格帯レンズ交換式35mmカメラの主流は一眼レフに移ったため、M型ライカはほぼ唯一の高級レンズ交換式レンジファインダーカメラとしてその後も改良を続け、主なモデルとしてはM4～M7まで進んだ後、M8でデジタルカメラとなった。他に小型化と一部電子化を図ったモデルとして、ミノルタとの提携によるライツミノルタCL（1973年）とミノルタCLE（1981年）があったが、直接の後続は無かった。
低価格帯のレンズ固定式のカメラでは、その後も下位モデルはビューファインダー・上位モデルは虚像式レンジファインダーというようにしてレンジファインダーモデルが存続したが、「ピッカリコニカ」（1975年）に始まる1970年代後半からのストロボ内蔵とほぼ入れ替わりにレンジファインダーモデルが消え始め、続く「ジャスピンコニカ」（1977年）や「キヤノンオートボーイ」（1979年）に代表されるオートフォーカス化によりレンジファインダーモデルはほぼ消滅した。
しかし皆無というわけでもなく、オリンパスXA（1978年）、Agfa Optima 1535 Sensor、京セラのコンタックスT（1984年、1990年のT2はオートフォーカス）といったレンジファインダー機があった。コンタックスT2からその後1990年代のいわゆる「高級コンパクト機」というジャンルが広がったが、それらはいずれもオートフォーカス機であった。

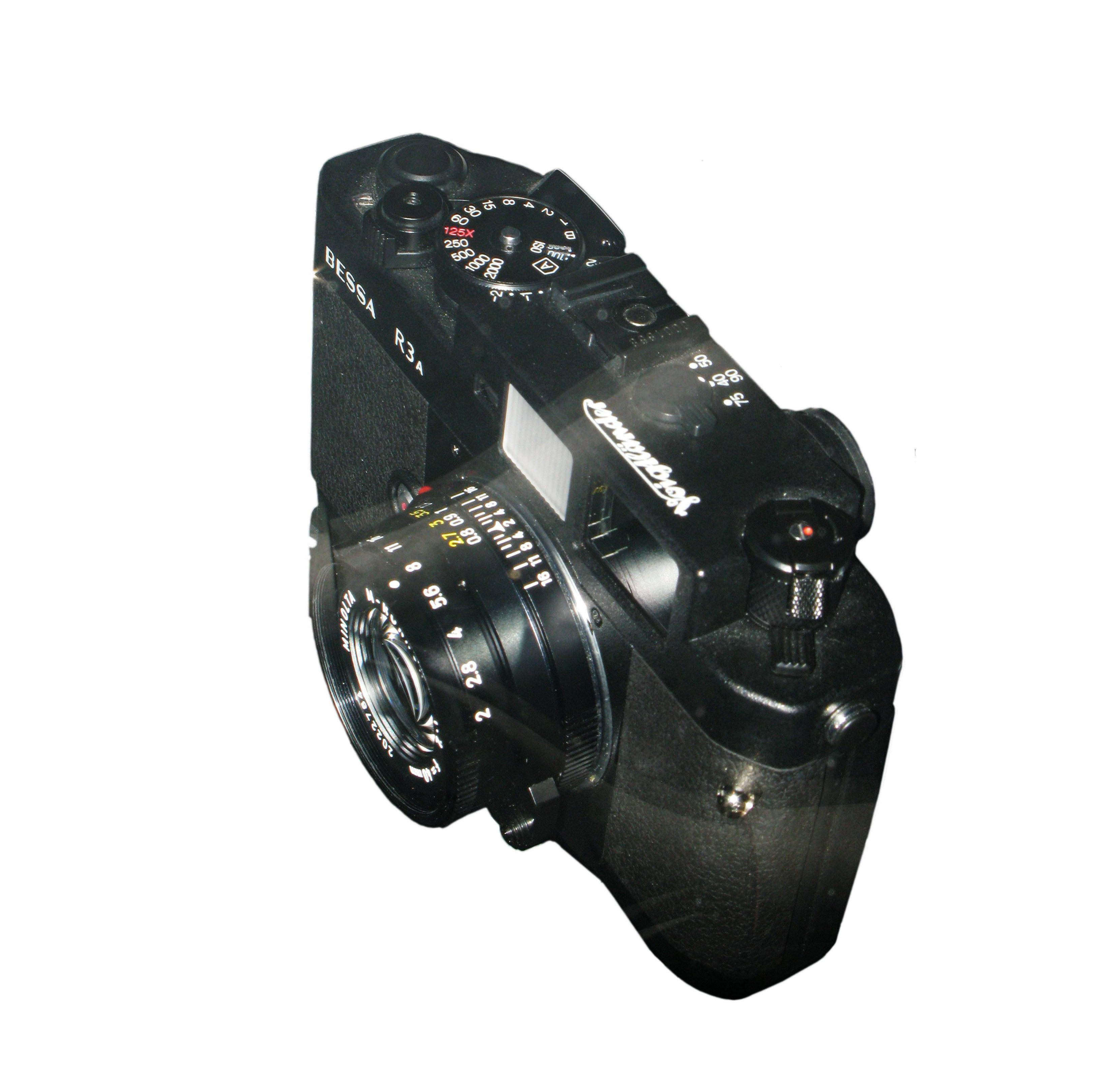
ベッサR3A

1990年代にちょっとしたクラシックカメラブームがあり、その波に乗って2000年前後にいくつかのレンズ交換式カメラが現れた。京セラのコンタックスG（1994年）はオートフォーカスレンジファインダーと銘打ったが、撮影者が目視して使える距離計は備えていない。コニカの高級機「ヘキサー」のレンズ交換式上位モデルである「ヘキサーRF」（1999年）、コシナのフォクトレンダーブランドの「ベッサ」シリーズ（1999年～、コシナ・フォクトレンダーのカメラ製品一覧を参照）、「安原一式」（1999年）などがまず挙げられる。続いてニコンが、ニコンS3を2000年、ニコンSPを2005年に、ともに限定品として復刻販売した。2005年にはコシナのツァイスブランドで「ツァイス・イコン」が発売された（ツァイス・イコン#新生ツァイスイコン）。コシナ「ツァイス・イコン」にはボディ左右端の形状に、前述のミノルタCLE及びミノルタの高級コンパクト機TC-1の影響がある。以上に挙げた機種は、コシナベッサのマニュアル機械式シャッター機であるR2M・R3M・R4Mの各機（モデルはファインダー倍率の違い）の2015年9月を最後に、全て生産終了している。

### 120/220フィルムを使用するカメラ

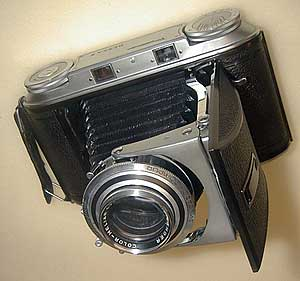
スーパーベッサII

中判カメラでは、戦前からツァイス・イコンの「スーパーイコンタ」、フォクトレンダーの「スーパーベッサ」、プラウベルの「プラウベルマキナ」などが著名で、主に上位機種に搭載された。なお、これらの製品もライカ判カメラと同様に各国でコピー・模倣機が製造され、日本でも六桜社（コニカを経て現コニカミノルタホールディングス）の「セミパール」、千代田光学（ミノルタを経て現コニカミノルタホールディングス）のオートセミミノルタ、マミヤ光機（現マミヤ・オーピー）のマミヤ6など、数多くの製品が作られた。
ただし蛇腹を用いたフォールディングカメラが多い120フィルム使用カメラは構造上レンジファインダーをレンズに正確に連動させることが難しく、連動レンジファインダーの装備は一部上位機種にとどまり、単体距離計を内蔵しただけのカメラも多かった。
戦後になって二眼レフカメラを除く120フィルムを使用するカメラが高級機・プロ用機に限定されていくと、蛇腹カメラが通常の固定鏡胴のカメラに置き換わっていき連動機構の制約がなくなった。135フィルムと比較して重厚長大になりやすい120フィルムの分野では小型軽量化しやすいレンジファインダー式は有利であり、オートフォーカスが実用化されても長らくその必要性が薄いとされてきた経緯から、比較的遅い時期まで一般的であり続けた。戦後の日本の代表製品としてはマミヤプレス、ニューマミヤ6、フジカG690、トプコンホースマンプレス、プラウベルマキナ67シリーズ、ブロニカRF645等が挙げられる。

### 110フィルムを使用するカメラ

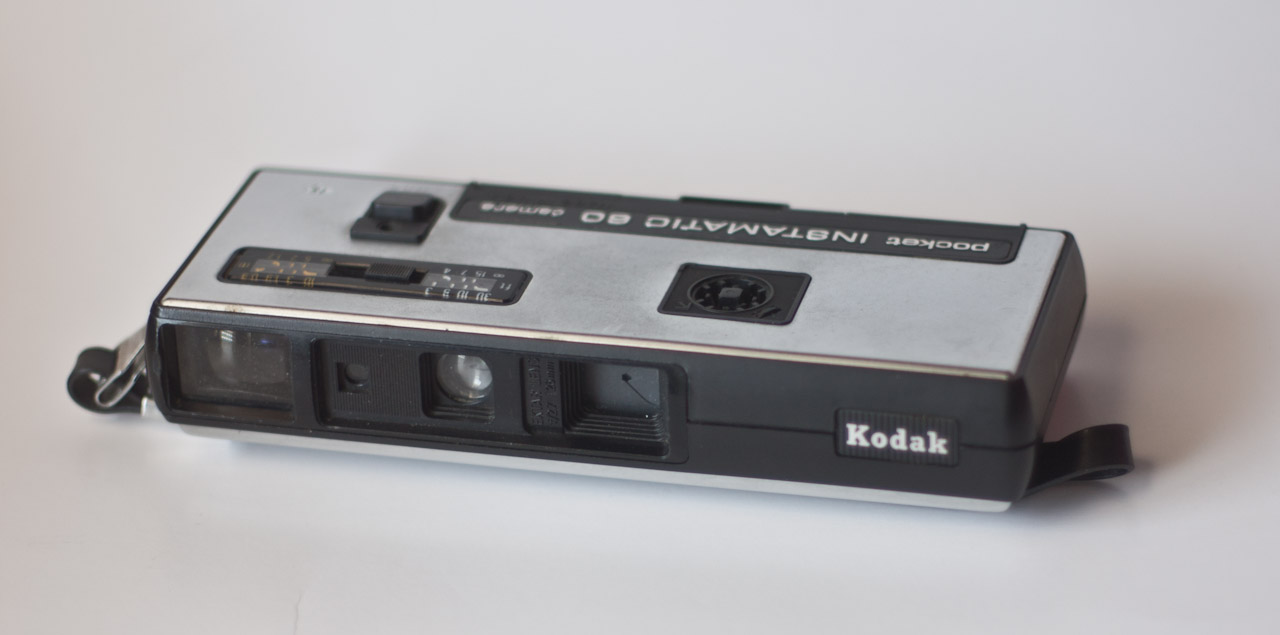
Kodak Pocket Instamatic 60

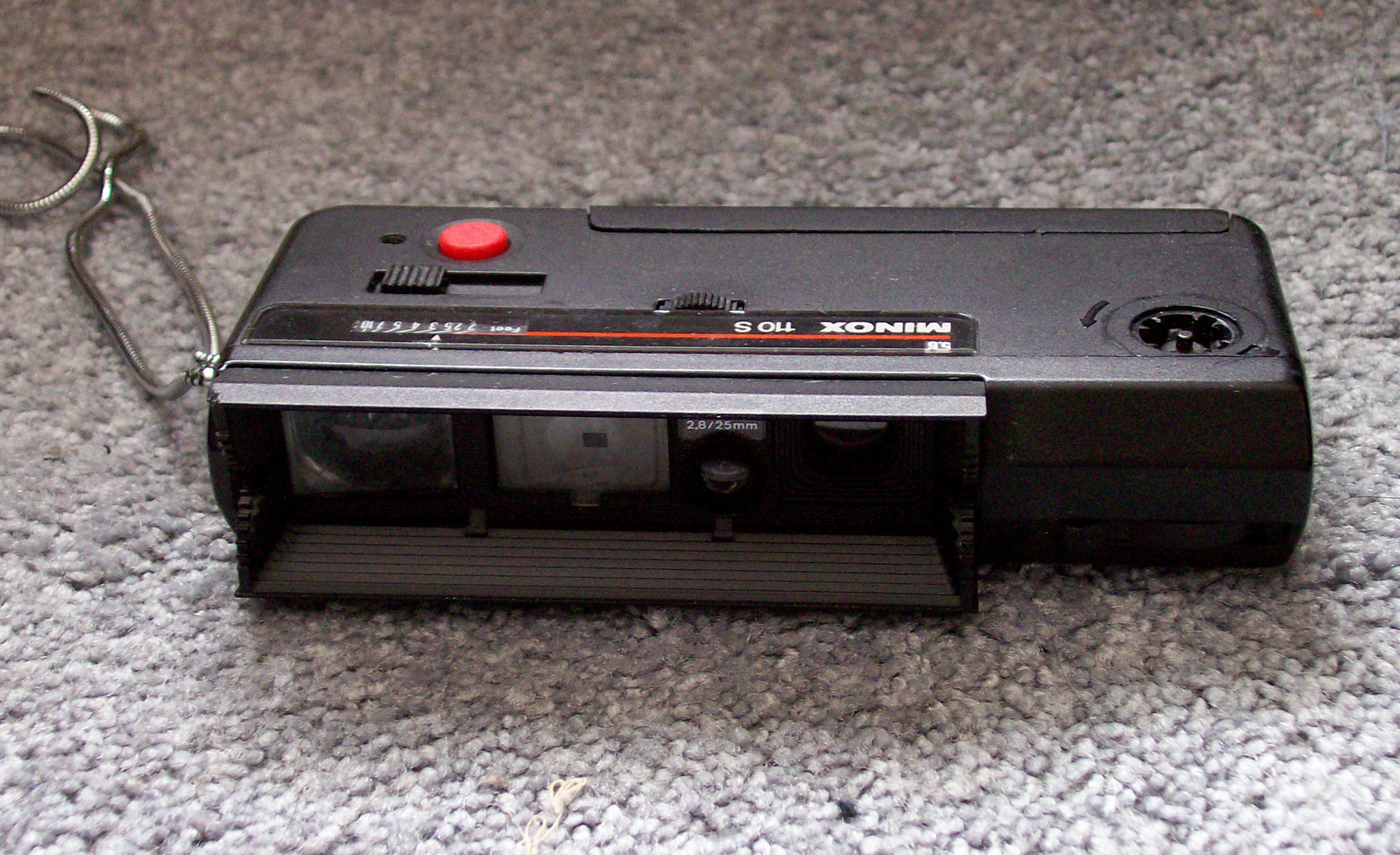
Minox 110 S

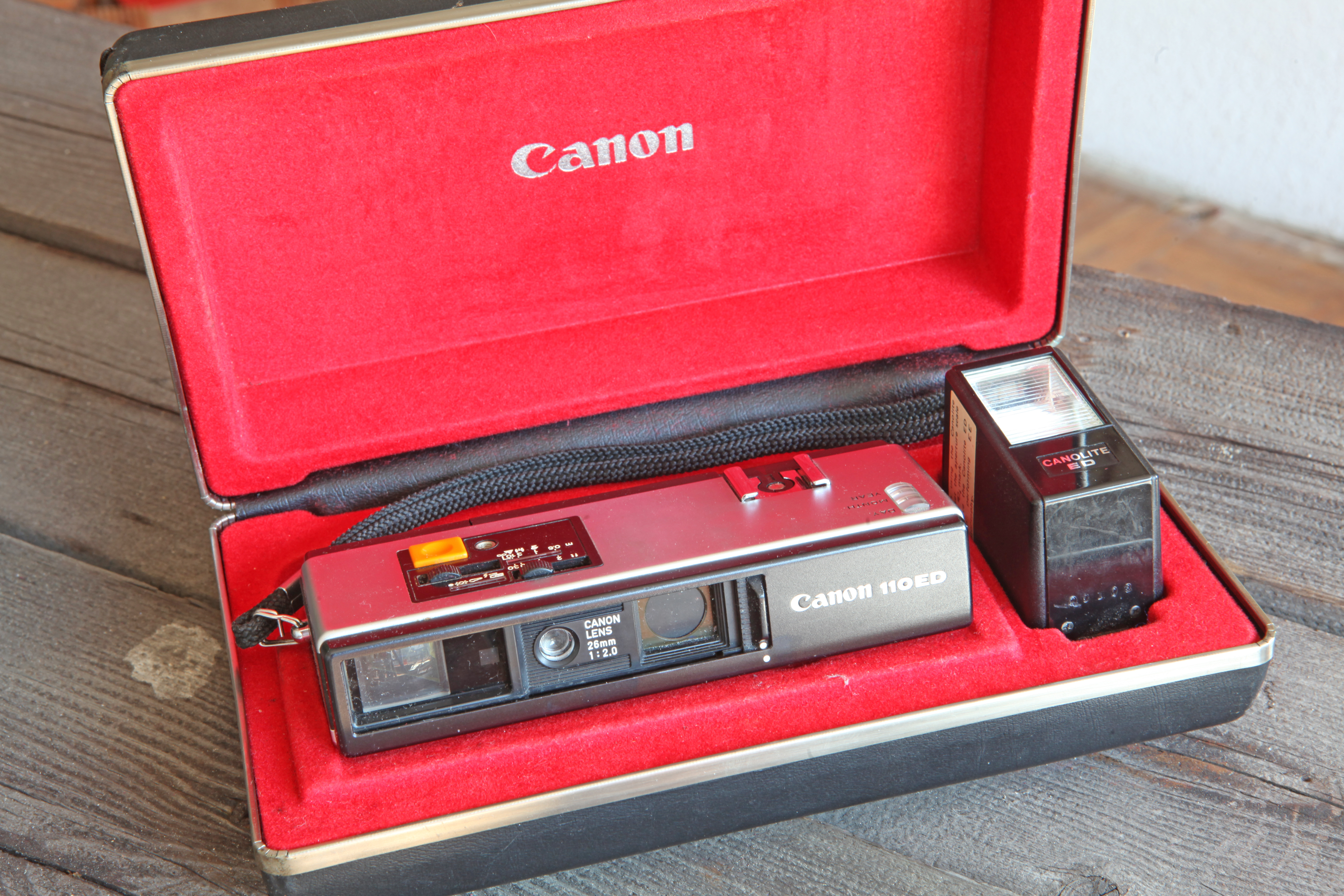
キヤノン 110ED

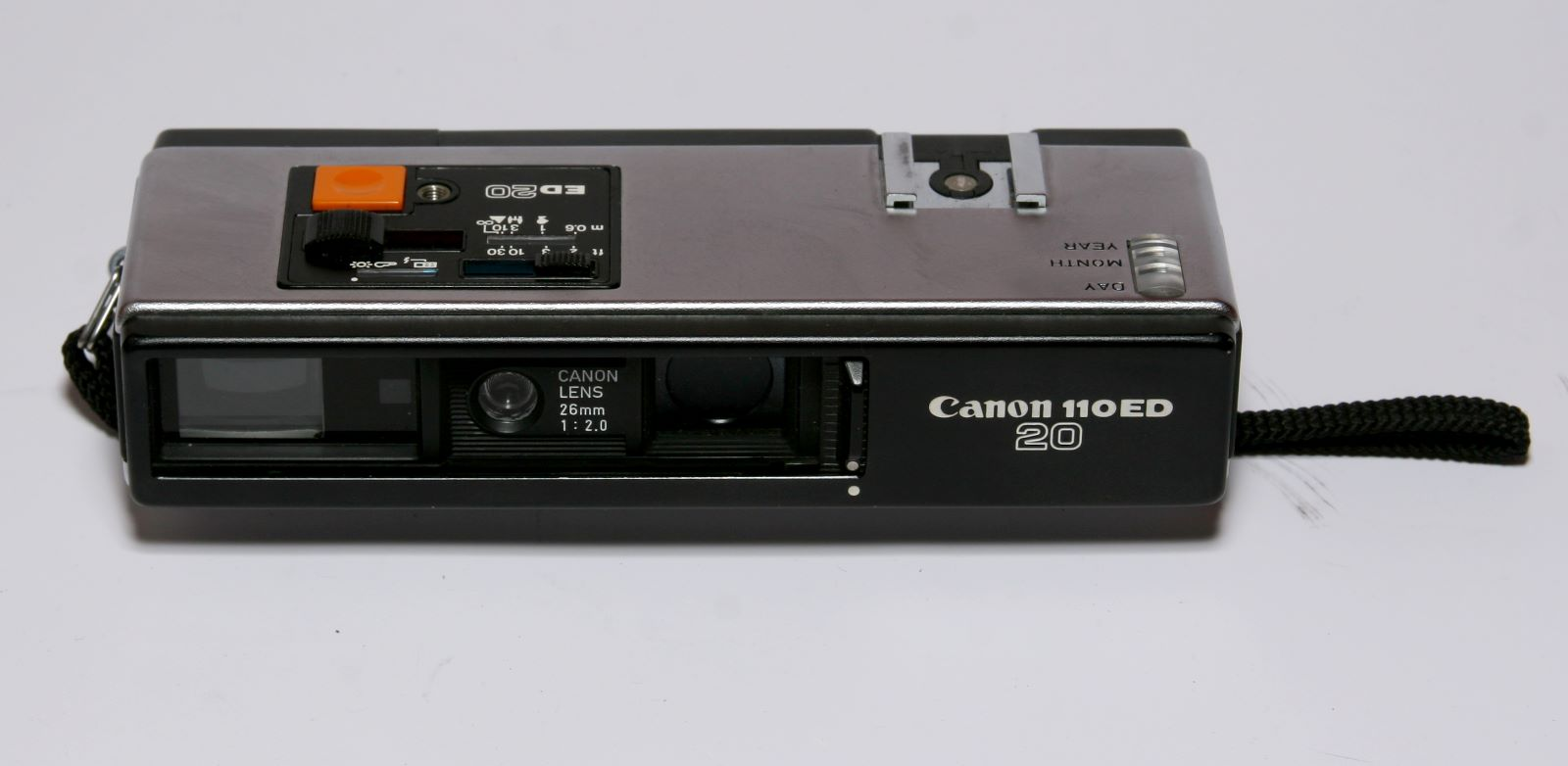
キヤノン 110ED 20

- コダック ポケットインスタマチック 60（1972年発売） - コダック社が提唱したポケットインスタマチックシステム初の5機種のラインアップのうちの最上位機種。レンジファインダー機能付き、Ektar 26 mm /F2.7、EE露出、マジキューブフラッシュソケット付き。ISO(当時ASA/JIS)400には対応していない。
- コダック トリムライト 48（1975年発売） - (英: Kodak Trimlite 48) レンジファインダー機能付き、Ektar 26 mm /F2.7、EE露出、フラッシュ接点をフリップフラッシュソケットに変更、ISO400に対応した。[7]
- ミノックス 110 S（1974年発売） - ミノックス社唯一のレンジファインダー機能付きカメラ、Minoctar 25mm/F2.8、EE露出、マジキューブフラッシュソケット、専用エレクトロニックフラッシュF110用X接点特殊ホットシュー付き。ISO400に対応。[8]
- キヤノン 110ED（1975年3月発売） - レンジファインダー機能付き、26mm/F2.0のレンズを搭載したカメラで、当時110フィルムを使用するカメラの中では高級機に属した。デート機能付き。
- キヤノン 110ED 20（1977年9月発売） - 110EDをモデルチェンジしたもの。ISO400のフィルム感度設定に対応。
- ポケットフジカ600（1975年3月発売） - レンジファインダー機能付き、FUJINON 25mm/F2.8、EE露出、セルフタイマー、X接点フラッシュホットシュー付き。ISO400に対応しておらず、フジカラー400ポケットフィルム発売時に外装はめ込み式のND(減光)フィルターが発売された。
- ポケットフジカ600ブラック（1975年7月発売） - 上記機種のブラック外装版。
- ポケットフジカ350ワイド（1976年10月発売） - 基本的に固定焦点のFUJINON 20mm/F4.0のワイドレンズカメラであるが、クローズアップレンズ切替時のみ菱形の二重像合致式レンジファインダーが使えるようになる。被写体に対してカメラ本体を前後して撮影距離40cmで合焦する。

### シートフィルムを使用するカメラ

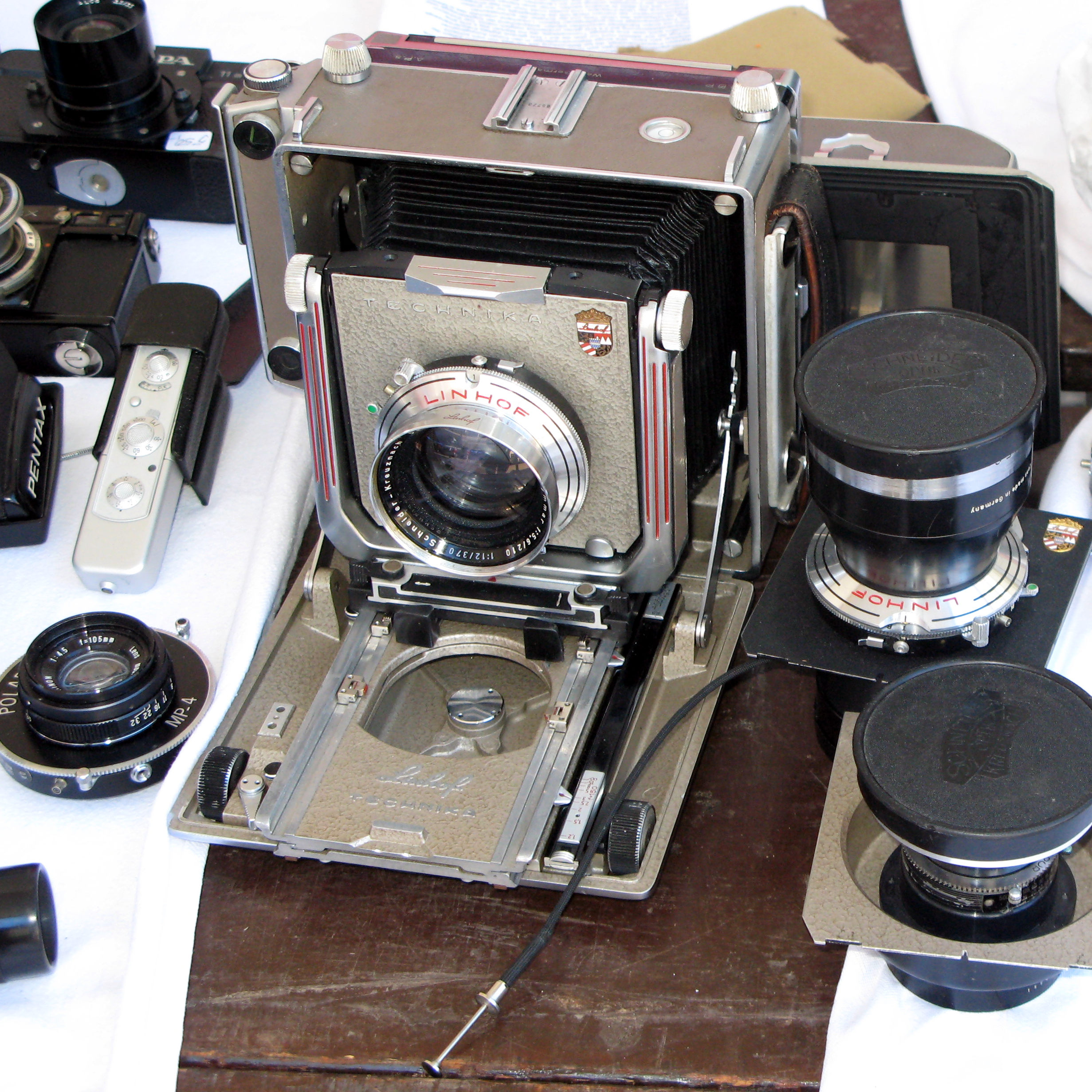
リンホフスーパーテヒニカ45

リンホフ・スーパーテヒニカシリーズやグラフレックス・スピードグラフィックシリーズ、ホースマン45Hシリーズなど蛇腹プレスカメラでも連動距離計を装備するものがある。これらはピントグラスによる測距やアオリ撮影対応など、フィールドカメラとレンジファインダーカメラの両方の性格を持ったカメラといえる。
スピードグラフィックシリーズは1950年代頃以降レンジファインダーに照明を組み込み、被写体に照射することで完全な暗闇でもピント合わせができる機構を持っている。

### レンジファインダー式デジタルカメラ

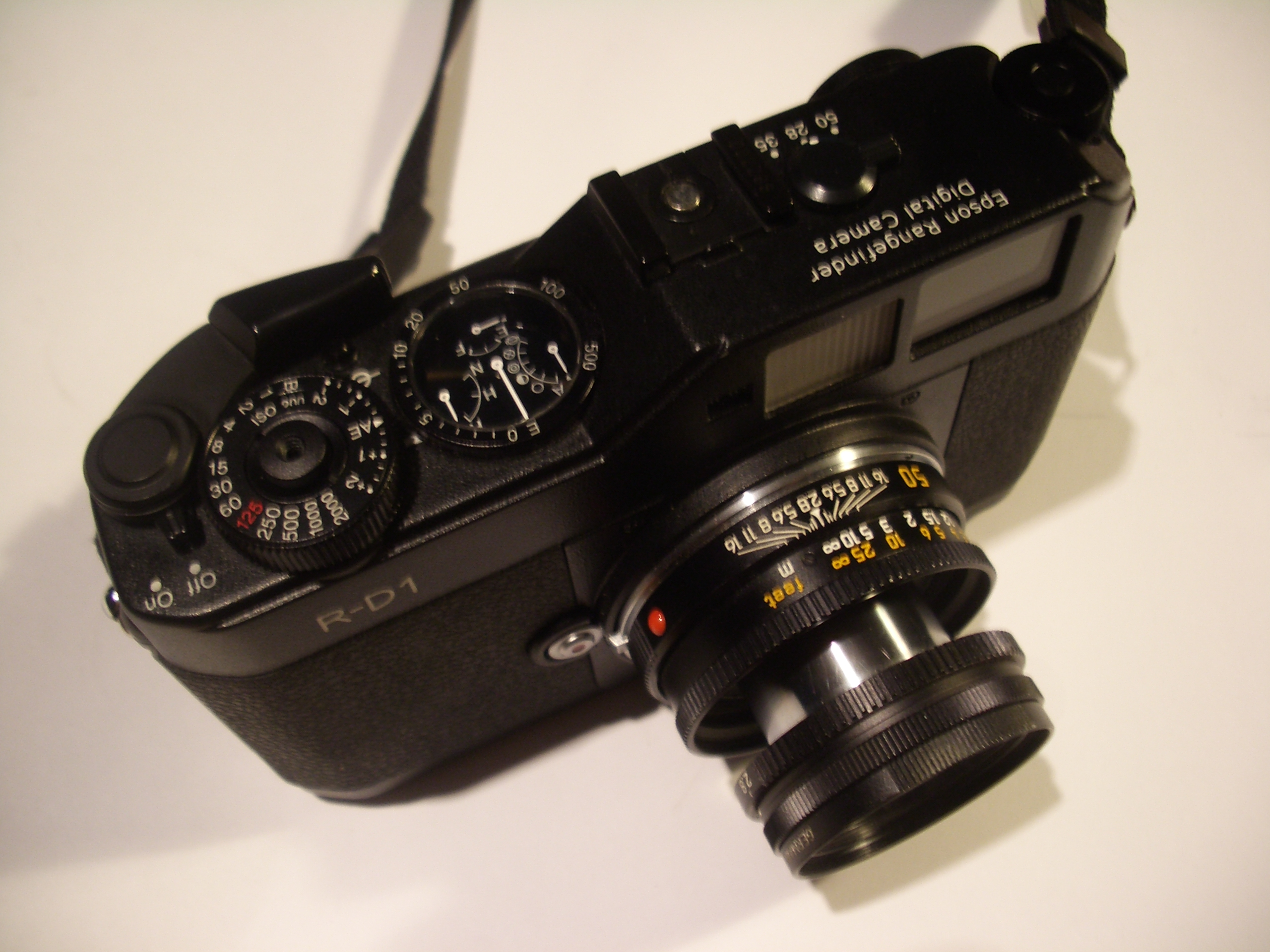
エプソンR-D1

2004年にエプソンから世界初のレンジファインダー式デジタルカメラ「R-D1」が発売された。同機のシリーズは2014年のR-D1xG生産終了まで続いた。
また、ライカMシリーズがM7を最後のフィルムモデルとし、2006年のM8以降、レンジファインダー式デジタルカメラとして、M9、2013年の「ライカM」とシリーズを続けている。